# 秦和
秦和（1963年—），女，满族，中华人民共和国教育家，中国民主促进会吉林省委员会副主委，吉林外国语大学院长，第十一届全国政协委员。

## 生平
2008年，当选第十一届全国政协委员，代表中国民主促进会，分入第九组。2018年2月24日，当选为第十三届全国人大代表。